# Прокатная окалина
Прокатная окалина, часто просто окалина — это чешуйчатые частицы различной толщины, образовавшиеся на поверхности горячекатанной стали и состоящие из окислов II- и III-валентного железа — вюстита, гематита и магнетита. По химическому составу окалина близка к чистому магнетиту (65-72 % Fe), а по гранулометрическому составу представлена в основном фракцией менее 0,2 мм. Выход прокатной окалины составляет в среднем 1 — 3 % от массы готового проката.
Окалина формируется на внешней поверхности плит, листов и профилей, при их производстве путём горячей прокатки. Окалина состоит из окислов железа и имеет синевато-чёрный цвет. Она, как правило, менее 1 мм толщиной и изначально сильно сцеплена со стальной поверхностью и защищает её от атмосферной коррозии.
Пока корка окалины цела, она является коррозионно-стойким покрытием, однако, при деформации металла во время дальнейшей обработки, транспортировки или хранения окалина растрескивается и частично осыпается. Так как оксид всегда имеет более положительный электродный потенциал по сравнению с исходным металлом, они являются гальванической парой, и при попадании в трещину влаги начинается коррозия контактного типа, которая имеет скорость, превышающей обычную атмосферную коррозию в несколько раз.
Для дальнейшего использования металла окалина должна быть удалена, для чего используются газопламенная обработка, травление или абразивная очистка. В настоящее время большинство металлургических заводов могут поставлять свою продукцию без прокатной окалины, с металлическим покрытием или заводским грунтом, поверх которого допускается проведение сварочных работ.
Окалину используют как сырьё для производства железного порошка в процессах восстановления в кипящем слое, а также в несмешивающихся слоях шихты (процесс Хоганеса), а также в конвертерном процессе.

## Основные причины необходимости удаления прокатной окалины
- Окалина имеет положительный потенциал в водных растворах по сравнению с потенциалом железа из-за чего во влажной атмосфере, солёной воде наблюдается интенсивная коррозия стали в местах разрушения прокатной окалины из-за разности потенциалов окалины и стали.
- Окалина очень хрупка и не может являться надёжной защитой металла, — в процессе эксплуатации стали с неудалённой прокатной окалиной происходят сколы окалины.